# Epipactis robatschii
Epipactis robatschii är en orkidéart som beskrevs av Alain Gévaudan och Pierre Delforge. Epipactis robatschii ingår i släktet knipprötter, och familjen orkidéer.
Artens utbredningsområde är Ungern. Inga underarter finns listade i Catalogue of Life.